# Sphinx constricta
Sphinx constricta är en fjärilsart som beskrevs av Butler 1885. Sphinx constricta ingår i släktet Sphinx och familjen svärmare. Inga underarter finns listade i Catalogue of Life.